# Certificat de naștere

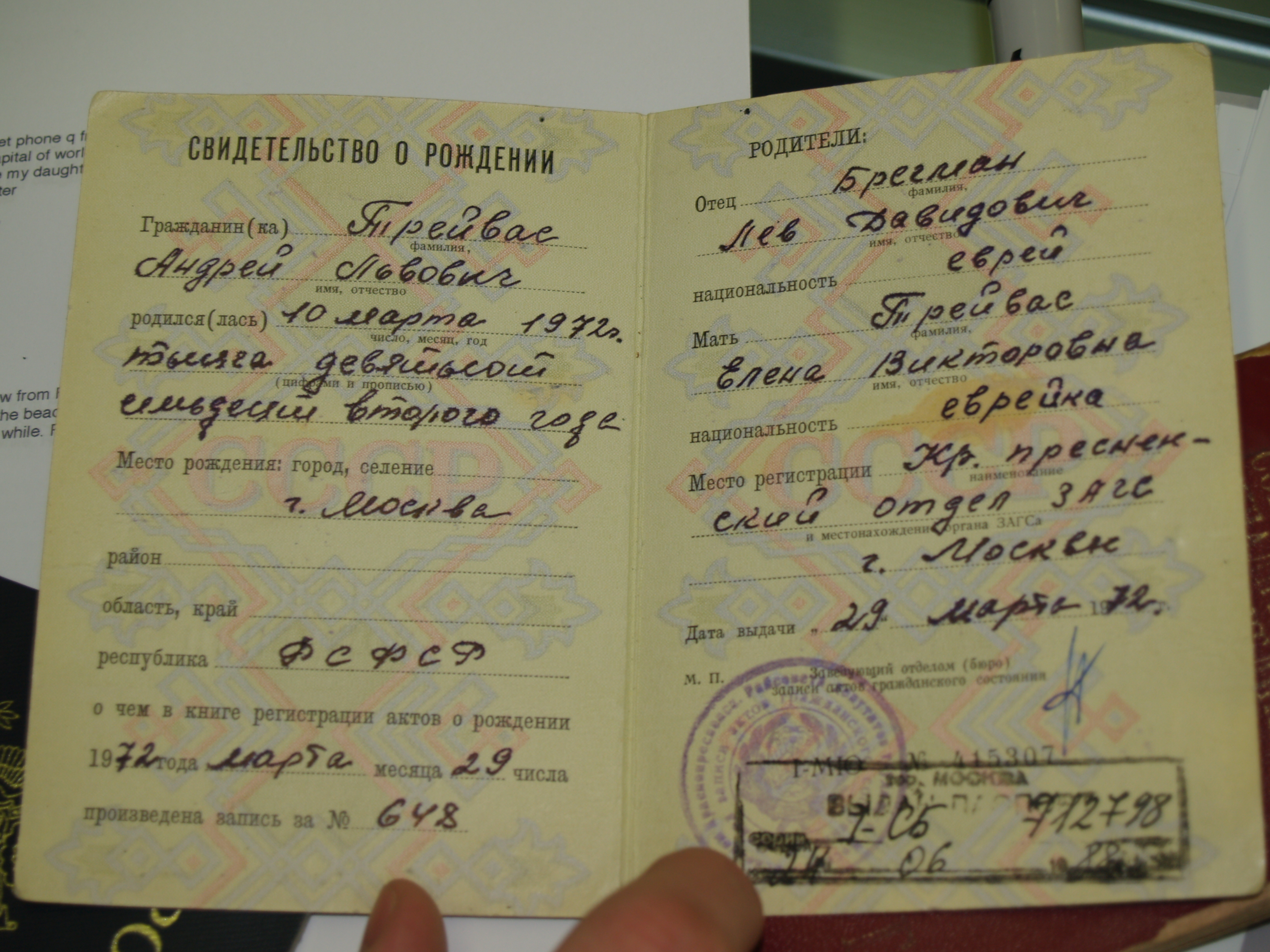
Certificat de naștere sovietic din 1972

Certificatul de naștere este documentul care se eliberează de către primărie și atestă nașterea unui copil. 

## Informații
- CNP (Codul Numeric Personal)
- Numele de familie
- Prenumele
- Sexul
- Ziua, luna și anul nașterii
- Numele și prenumele părinților
- Numărul certificatului
- Data emiterii certificatului
- Locul înregistrării